# Estadio de Epidauro
El Estadio de Epidauro fue un antiguo estadio griego en Epidauro, Grecia. Su yacimiento arqueológico forma parte del yacimiento arqueológico del Santuario de Asclepio, situado en el moderno municipio de Epidauro, en el Peloponeso, el santuario está declarado Patrimonio de la Humanidad por la Unesco.

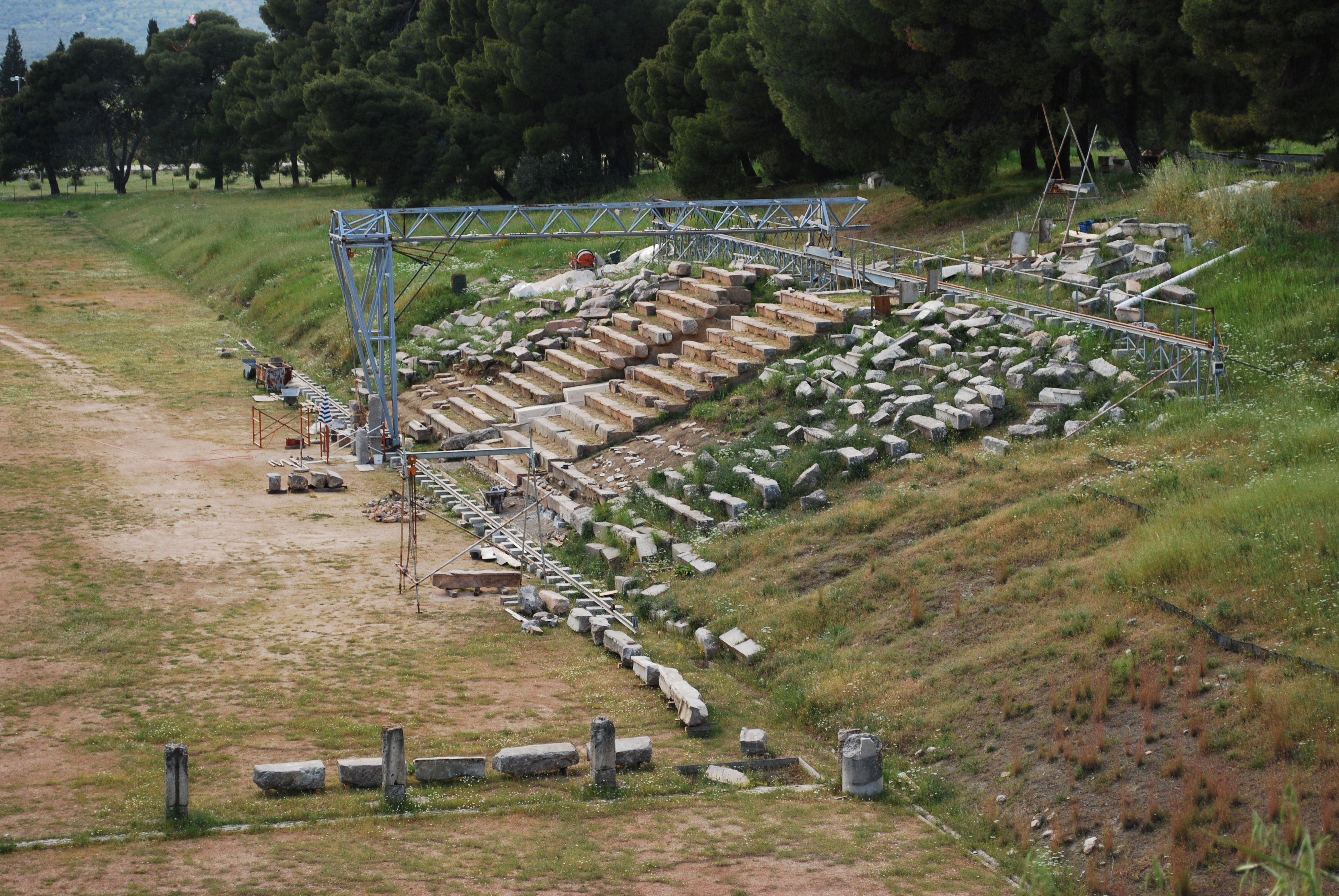
El graderío renovado del estadio.

El estadio estaba situado al suroeste del actual Templo de Asclepio. Fue construido hacia 480-338 a. C. En el estadio se celebraban diversas competiciones deportivas, bien como parte del tratamiento de los pacientes, bien como parte de las celebraciones de las Asclepeas que tenían lugar cada cuatro años en Epidauro. En el estadio se celebraron carreras, saltos, lanzamiento de disco y jabalina, lucha, boxeo y pancracio. Es posible que también se celebraran representaciones teatrales en el estadio antes de que se terminara de construir el Teatro de Epidauro.
El estadio es un campo rectangular de aproximadamente 181 m de longitud. Se construyó sobre una pendiente natural de este a oeste, añadiendo tierra para crear un terraplén en los lados norte y sur y formar una tribuna. La línea de salida se situaba en el extremo oeste y la de llegada en el este. A lo largo, el estadio estaba dividido en seis secciones iguales mediante postes indicadores. En la ladera sur había una plataforma pavimentada, posiblemente para los invitados de honor o los vencedores, y los asientos de los jueces estaban posiblemente junto a la línea de llegada. Es posible que hubiera una palestra en el lado norte del estadio.